# Järvenpää (Lahti)
Pour les articles homonymes, voir Järvenpää (homonymie).
Järvenpää est un quartier de la ville de Lahti en Finlande,.

## Présentation
Järvenpää est un ancien village de Hollola devenu un quartier de Lahti sur les rives ouest et sud du lac Kymijärvi. 
Les quartiers voisins de Järvenpää sont Kolava à l'est et au sud, Kujala au sud, Möysä à l'ouest et Myllypohja au nord.
La partie de Järvenpää et de Kolava située sur la rive sud-ouest du lac Kymijärvi est appelée Karisto.
La plupart des services de Karisto sont situés dans le quartier de Järvenpää. 
Karisto dispose d'un centre de services Karisto, où se trouve un jardin d'enfants et une école primaire,,,.
Dans le centre commercial Karisma, situé dans la partie nord-ouest du quartier de Järvenpää,  se trouve le K-Citymarket Karisto.

## Galerie

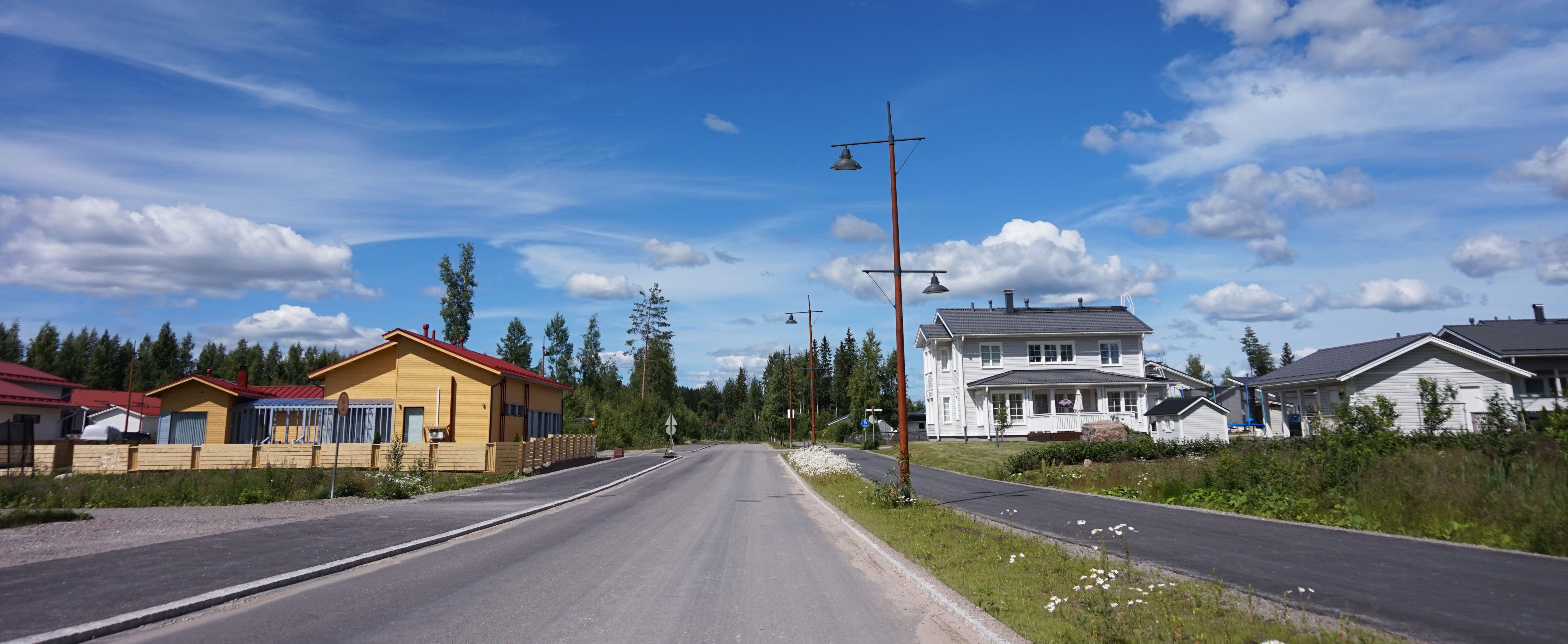
Rue Kankaanpäänkatu.
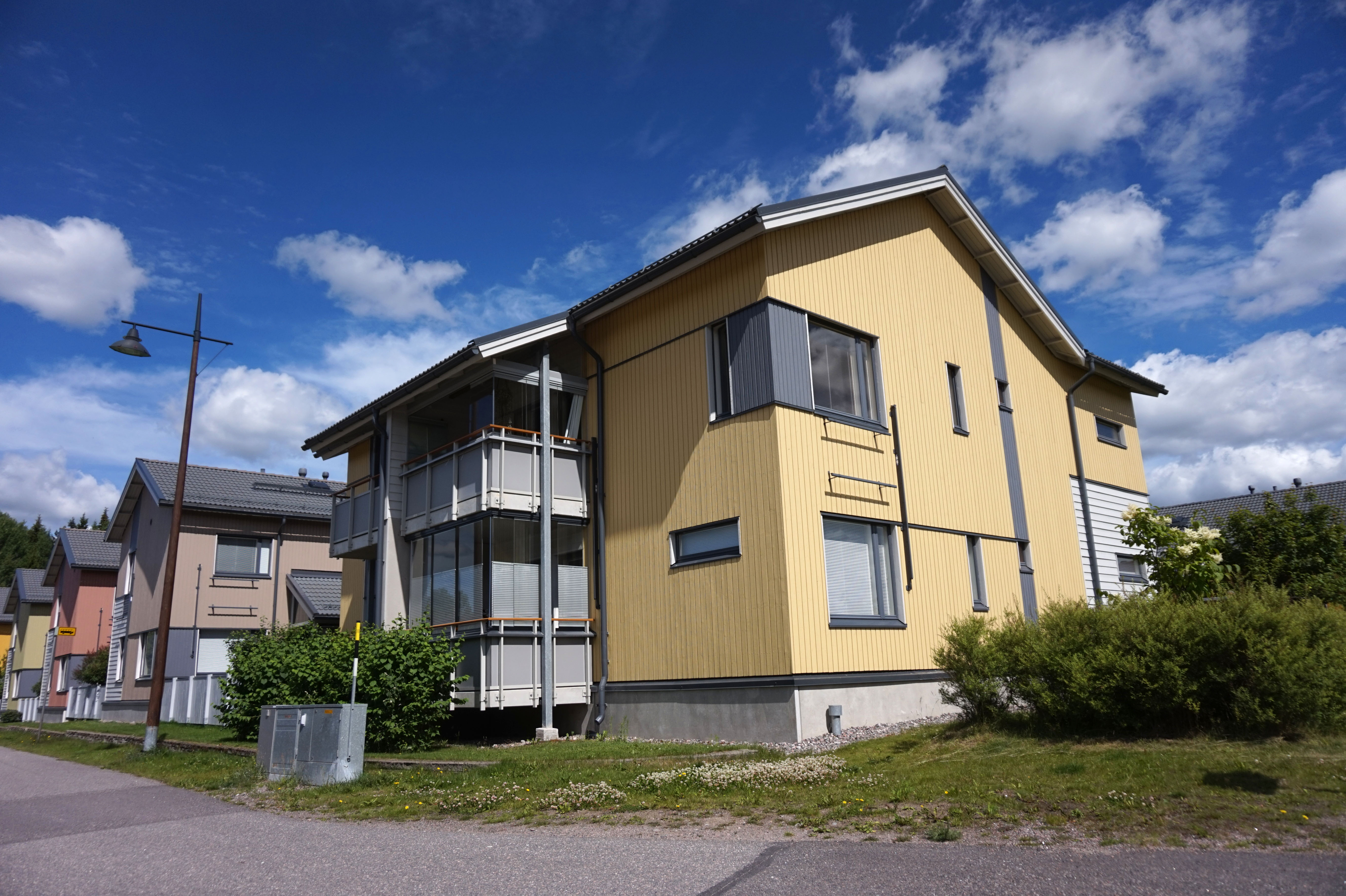
Rue Rantatie.
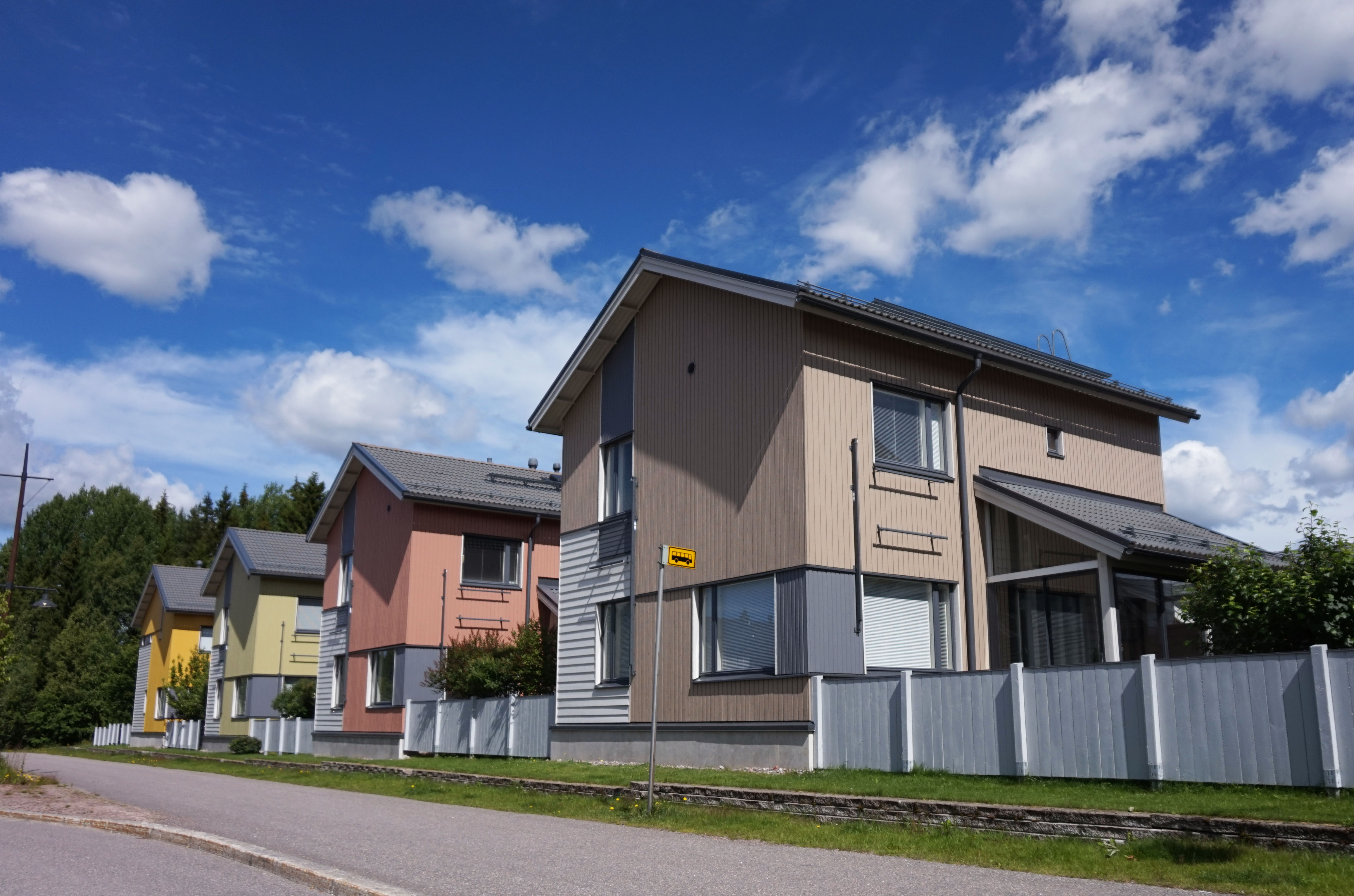
Bâtiments de Järvenpää.
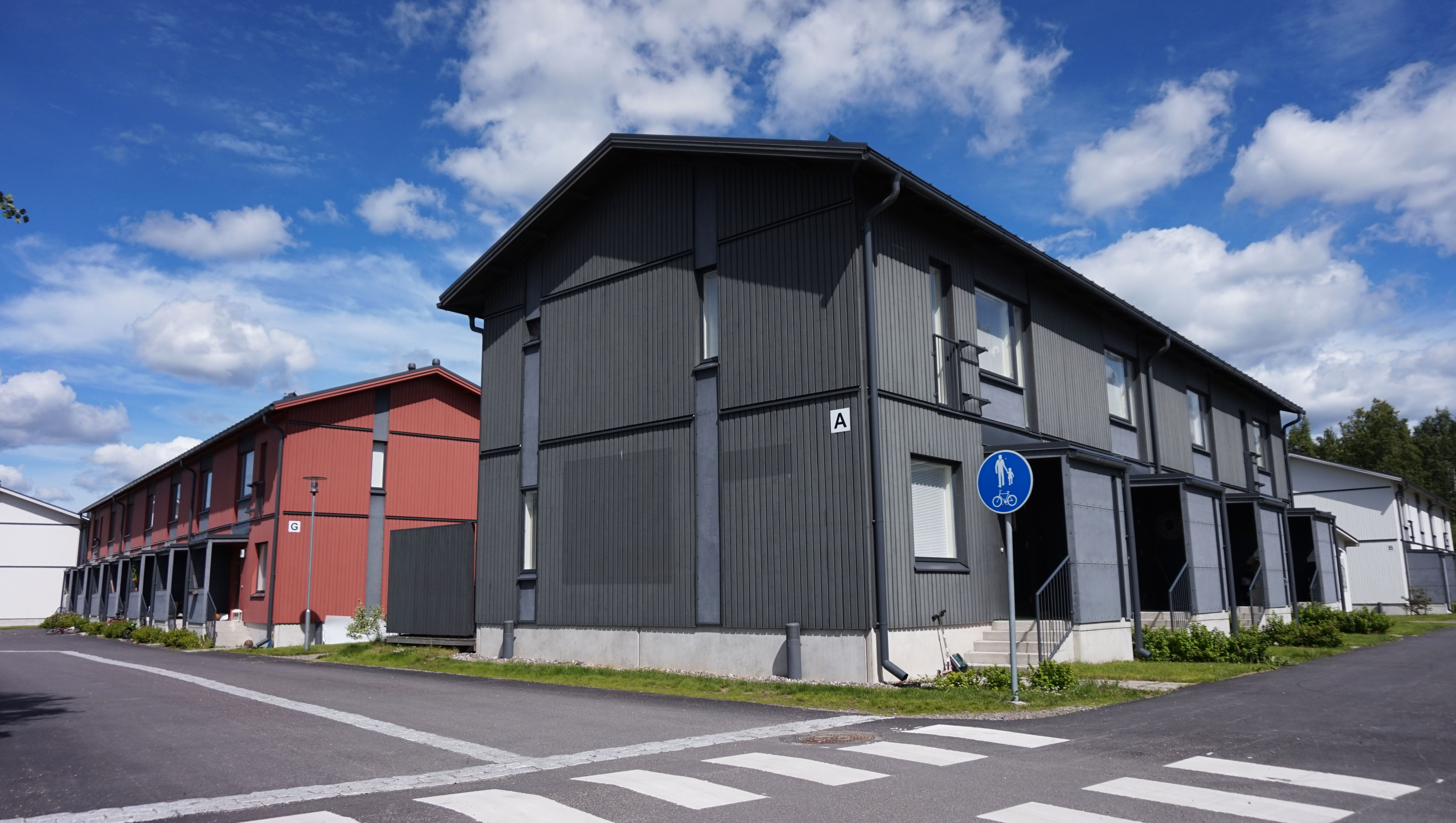
Bâtiments à Karisto.